# Nu
Nu (Anu), narod iz grupe Lolo s gornjih pritoka rijeke Nujiang. Onaj dio Nua što živi na donjim pritokama naziva sebe Nusu. Zajedno s još nekoliko manjih plemena (Ayi, Drung i Zauzou) službeno se vode pod nacionalnost Nu. U Burmi žive pod imenom Kwinpang.

## Jezik
Jezik kojim govore Nu naziva se nusu i ima nekoliko dijalekata: sjeverni nusu (wawa-kongtong), južni nusu (guoke-puluo), centralni nusu (zhizhiluo-laomudeng).

## Život i običaji
Život naroda Nu mijenja se tek od sredine prve polovice 20. stoljeća dolaskom na vlast komunističke Kine. Lov, agrikultura i sakupljanje osnovni su način njihovog privređivanja. Uzgajaju kukuruz, ječam, heljdu i grah, a ostale potrebe za hranom nadopunjavaju sakupljanjem divljeg bilja i lovom na životinje te uzgojem svinja, kokoši i pasa. Narod Nu poznat je po svojem lovačkom umijeću. Samostrel im je glavno oružje. Strelica je čvrsta a šiljak premazan otrovom akonitinom, otrovnim alkaloidom (C34H47NO11) koji se dobiva iz biljaka roda Aconitum. Ovim oružjem dječaci počinju vježbati od malih nogu.
U prošlosti su Nu svu svoju odjeću izrađivali od konoplje, a ta se praksa još ponegdje očuvala. Religija: politeizam, tibetski budizam.

## Vanjske poveznice
- The Nu ethnic minority